# Греция в годы Крымской войны
Военные события 1853—1854 годов в соседних с Грецией османских провинциях были вызваны и происходили параллельно с Крымской войной. Военные действия были необъявленной войной Греческого королевства против Османской империи. После англо-французского вмешательства и оккупации города Пирей в 1854 году Греция объявила о своём нейтралитете и восстания в османских провинциях потерпели поражение.

## Перед войной

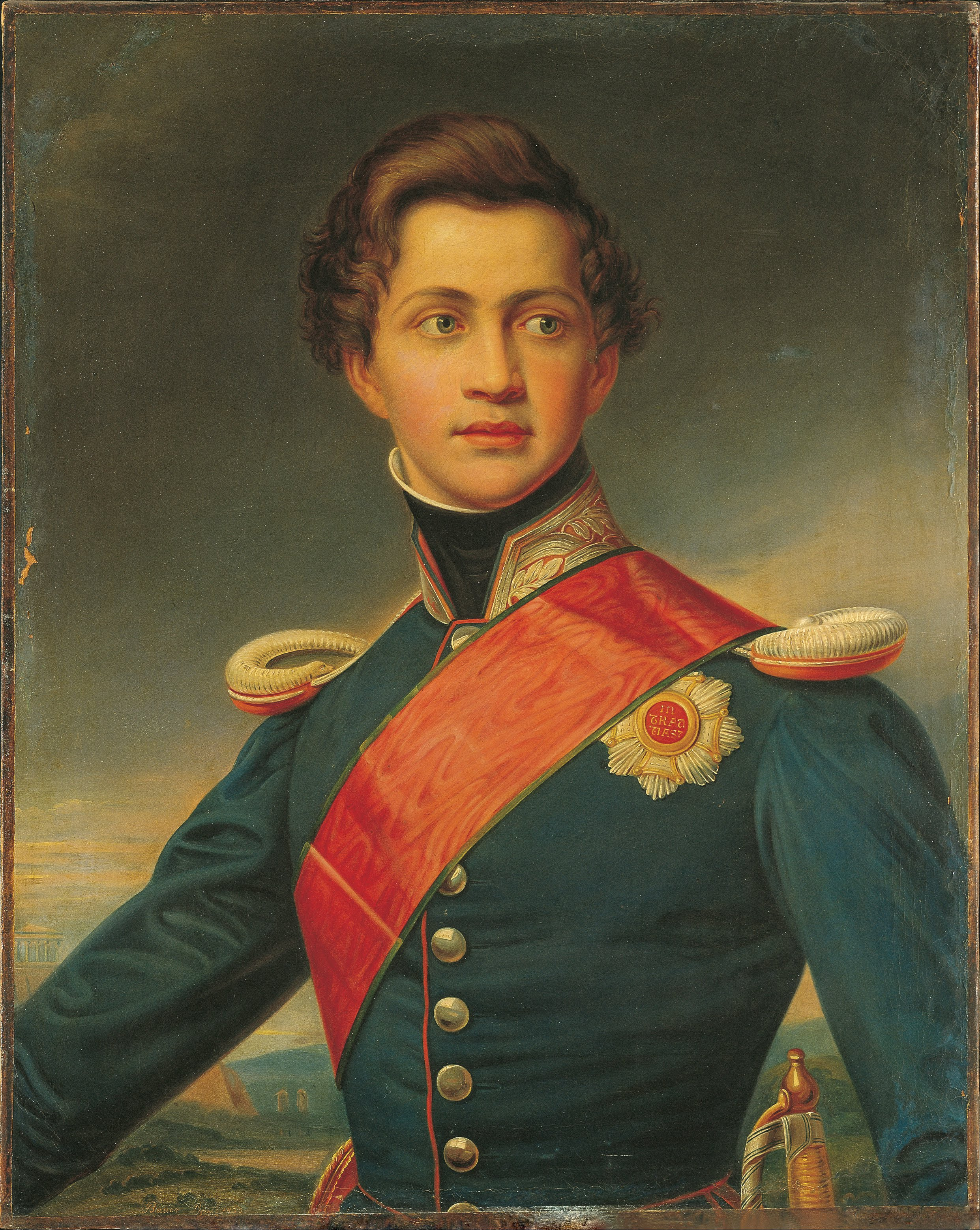
Оттон в молодости

Баварец Оттон Виттельсбах принял греческую корону в семнадцатилетнем возрасте после упразднения Греческой республики в 1832 году. При этом великие державы (Англия, Россия, Франция) настояли на титуле «король Греции» вместо «Король греков» (как у последующих греческих монархов). Державы также были заверены обещаниями его отца не предпринимать действий, враждебных Османской империи.
Английский историк Дуглас Дакин считает концом почти двадцатилетнего относительно мирного царствования Оттона январь 1847 года, когда османские власти отказали в посещении Константинополя его адъютанту, генералу Цамису Каратассосу. Несмотря на государственные долги в 2 млн драхм того времени, ведущие своё начало от внешних займов Освободительной войны 1821—1829 годов, Оттон к этому времени взял на вооружение «Идею» греческого политика Иоанниса Коллетиса о возрождении Византии (Великая идея) и ждал удобного случая на европейской политической арене, чтобы начать военные действия против осман. Случай предоставился в 1853 году: в четырёхсотую годовщину падения Константинополя.

## Начало Крымской войны

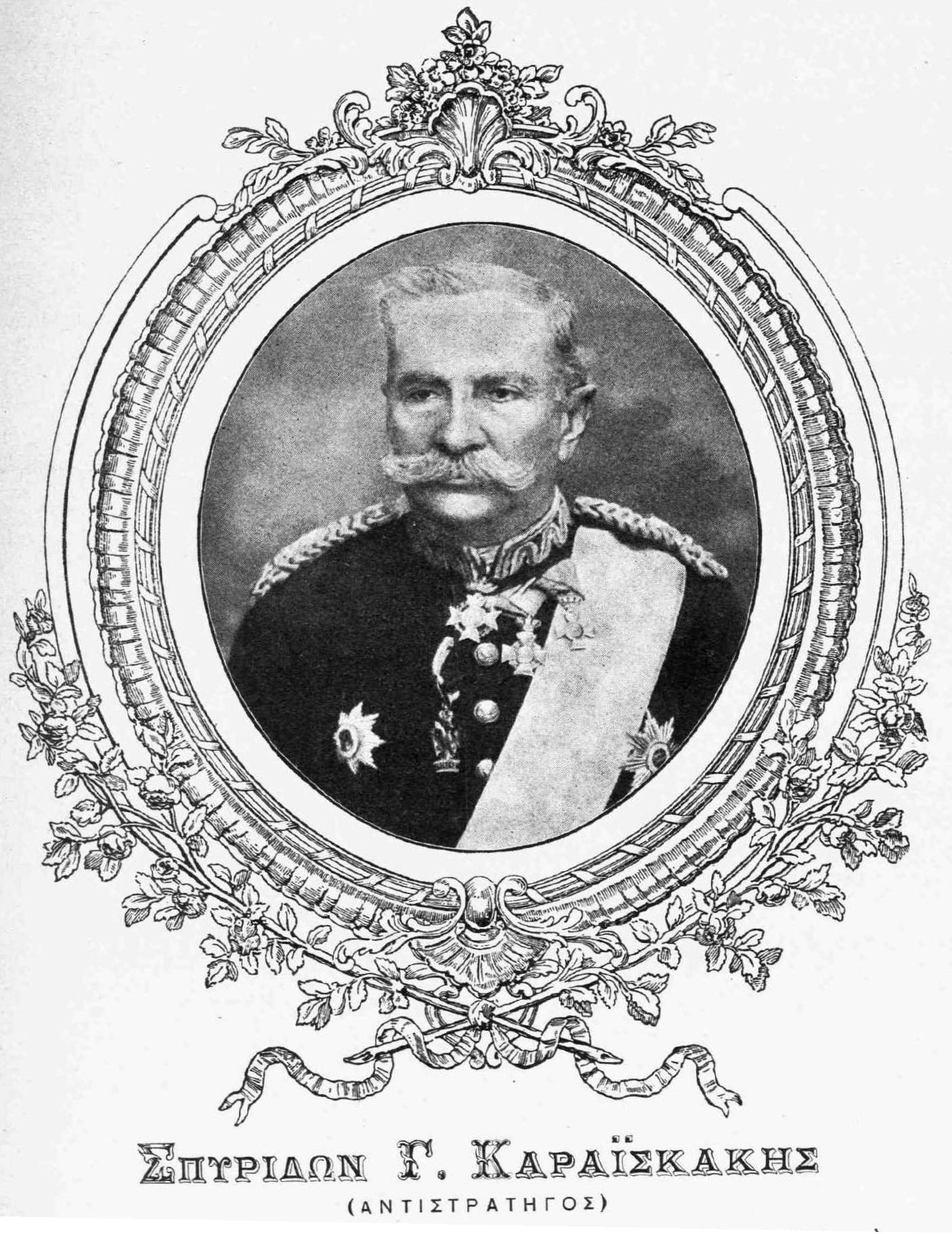
Спиридон Караискакис

Новость о русско-турецкой войне, преподносившейся как война за православие, вызвала в Греции взрыв энтузиазма и милитаристскую атмосферу. Присоединение провинций, оставшихся за пределами возрождённого греческого государства, встало на повестку дня. К тому же, для многих офицеров, ветеранов Освободительной войны 1821—1829 годов, Родина оставалась по ту сторону границы. Одновременно слухи о вытеснении православия из «Святой Земли», в пользу католиков, а также слухи об опасностях, угрожающих Вселенскому патриархату в октябре 1853 года, умножали милитаристские настроения среди православных греков.
Россия со своей стороны усиливала эту атмосферу через неопределённые обещания и заверения своих официальных лиц греческим политикам, поскольку вступление Греческого королевства в войну против Османской империи создавало отвлекающий военный фронт. Хотя греческий королевский двор и почти все члены правительства были сторонниками военного решения, официального вступления в войну Греции не последовало. Но король и правительство не стали чинить препятствий для ведения негласной войны. Иррегулярные отряды добровольцев из Греческого королевства и Ионических островов, вместе с якобы мятежными частями регулярной армии, вторглись в османские провинции и при поддержке местных греческих военачальников подняли восстания.
Тщетно послы в Париже Александр Маврокордатос, в Лондоне Харилаос Трикупис и Константинополе Андреас Метаксас и немногие министры, сознавая действительную международную обстановку, предупреждали короля об опасности и абсурдности подобной политики. Веря своей тёте, великой княгине Софии, Оттон полагал, что Австрия благосклонно согласится на присоединение Фессалии к Греции. Но Оттон не осознавал, что Британия и Франция будут противодействовать всеми силами любому изменению границ в ущерб Османской империи, также как и игнорировал присутствие флотов двух держав в Эгейском море.
Эта политика ставила Грецию в положение единственной среди всех европейских государств союзницы России, против большого альянса (Великобритания, Франция, Османская империя и Сардинское королевство) и который косвенно поддерживала Австрия. Так, при неофициальной поддержке Греции, откуда непрерывно шли бойцы, оружие, припасы и деньги, в восстание были вовлечены регионы Эпир, Македония и Фессалия.
15 января 1854 года восстание охватило юг Эпира и застигнутые врасплох османские силы укрылись в городах Арта и Превеза. К повстанцам подошли Спиридон Караискакис, сын героя Освободительной войны 1821—1829 годов Георгиоса Караискакиса, и Димитриос Гривас, сын Теодороса Гриваса, «дезертировавшие из армии», под благословение военного министерства.
Вскоре границу перешёл и сам Теодорос Гривас, который с боями подошёл к предместьям столицы Эпира города Янина. Силы повстанцев в Эпире достигли 2 тыс. бойцов.
Вскоре из Греческого королевства за ними последовали и другие ветераны и молодые офицеры, такие как Коцос Тзавелас, Н. Зервас, Ярангос и др., а также отряды с Ионических островов под командованием В. Минотоса, Д. Драгонаса и Н. Доменегиниса.
Фессалия восстала почти одновременно с Эпиром, в январе 1854 года, под руководством местных военачальников. Партизанские отряды вошли на османскую территорию из греческого города Ламия, с боеприпасами, которыми их обеспечил начальник жандармерии, согласовавший свои действия с военным министром Суцосом, и начали боевые действия против албанских гарнизонов. В Македонии восстало греческое население в основном области Гревена, полуострова Халкидики и горы Олимп. Здесь восстание возглавили вернувшийся на родину во главе 700 бойцов ветеран Освободительной войны и потомок старой династии военачальников Теодорос Зиакас и Тсамис Каратассос.

## Англо-французское вмешательство

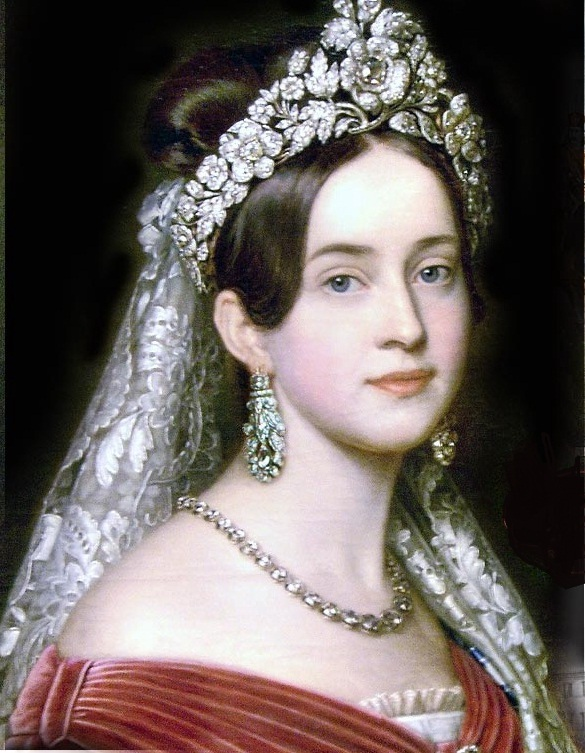
Королева Амалия

События стали поводом для развёртывания в Западной Европе антигреческих настроений. Папа Пий IX в очередной раз напомнил, что греки — схизматики. После чего появились и такие брошюры, как иезуита-журналиста Дюфур, который писал: «Мусульманская религия стоит намного выше религии православных. Религия мусульман приближена больше к настоящей вере католиков, нежели неблагочестивое православие, символ деспотизма. Когда мы отразим и отправим варваров казаков назад, ко льдам, тогда мы повернёмся к наглым грекам не с оружием, а с бичом».

У Греции оставался только один союзник — Россия. Уже и Пруссия и родственные королю Оттону Бавария и Австрия становились на сторону западных союзников. Российский министр иностранных дел Нессельроде пытался уберечь Грецию от западного вмешательства. В своём циркуляре от 18 марта 1854 года Нессельроде писал, что восстания в Эпире, Македонии и Фессалии являлись сугубо национальными и ни в коей мере не были связаны с Россией. Нессельроде писал: 

«Если эти восстания станут войной на истребление, как греческое восстание 1821 года, думаю что никакая европейская держава не захочет содействовать в том, чтобы христиане вернулись под турецкое ярмо. Надеемся что Бог не допустит, чтобы христианские монархи, из-за несправедливой антипатии к России, допустили чтобы их армии приняли участие, вместе со злодеями Омер-паши, в истреблении тех, кто взял оружие чтобы защитить свои очаги и церкви»

В феврале 1854 года Наполеон III, напоминая о предыдущих заслугах Франции в отношении Греции, заявил Оттону, что нападение против Турции будет означать нападение против Франции. Оттон ответил, что у него, как у единственного христианского монарха «Востока», есть «священная миссия» перед христианским миром.
Ни давление британского и французского посольств, ни османский ультиматум от 7 марта 1854 года, не смогли убедить Оттона прекратить уже неприкрытую поддержку и руководство партизанскими отрядами. Оттон и королева Амалия «потеряли связь с действительностью, не осознавали реальные возможности страны, её пределы в внешней политике и возможные последствия».
Королева Амалия заявляла что 

«Европа, давшая трон Оттону, полагала что он станет её исполнительным органом, но ошиблась»

По истечении срока ультиматума, который требовал немедленного отзыва греческих офицеров и прекращение поддержки повстанцев, османы прервали дипломатические отношения с Грецией 10 марта. Греция шла к конфликту с Британией и Францией. Посольства двух стран известили греческий двор, что их военные корабли будут производить досмотр торговых судов и конфискацию, в случае наличия на борту оружия и боеприпасов. 10 апреля Британия объявила о своём намерении вмешаться, подразумевая и угрозу будущему монархии Оттона. Англичане и французы заявили также, что они силой оружия удовлетворят свои финансовые претензии касательно выплаты предыдущих займов.
Несмотря на все предупреждения, Оттон был в недоумении и растерянности, когда 13 мая 1854 года французские военные корабли вошли в Пирей и высадили 2 тысячи солдат под командованием Форе, а затем британский полк. Командование союзными силами принял французский адмирал Barbie de Tinan.
14 мая Отон провозгласил нейтралитет Греции в «Восточной войне» и прекращение деятельности партизанских отрядов. Одновременно Оттон был вынужден сформировать новое правительство, которое возглавил его политический противник Александр Маврокордатос.
Поражение Греческого королевства во всех сферах — военной, политической, дипломатической, экономической — было очевидно. Новое правительство получило в народе имя «Министерство оккупации». В довершение ко всему французские войска принесли с собой и холеру, которая с июля по ноябрь 1854 года унесла в Афинах 3 тысячи жизней, что составляло десятую часть населения этого маленького тогда города. Практически всё население покинуло город, после чего холера перебросилась на архипелаг Киклады. Холера, блокада и оккупация полностью подорвали экономику страны.
Оккупация Пирея продолжилась и после окончания Крымской войны (30 марта 1856 года), до февраля 1857 года, поскольку Британия и Франция добивались контроля над финансами Греции и регулирования выплаты внешнего долга королевства. Оккупационные войска занялись чёрной археологией, отправляя родственникам во Францию и Англию грузы с древностями. Как признаёт греческий историк Каролидис, оккупационные войска и не собирались уходить и ушли только после протестов России.

## Эпир

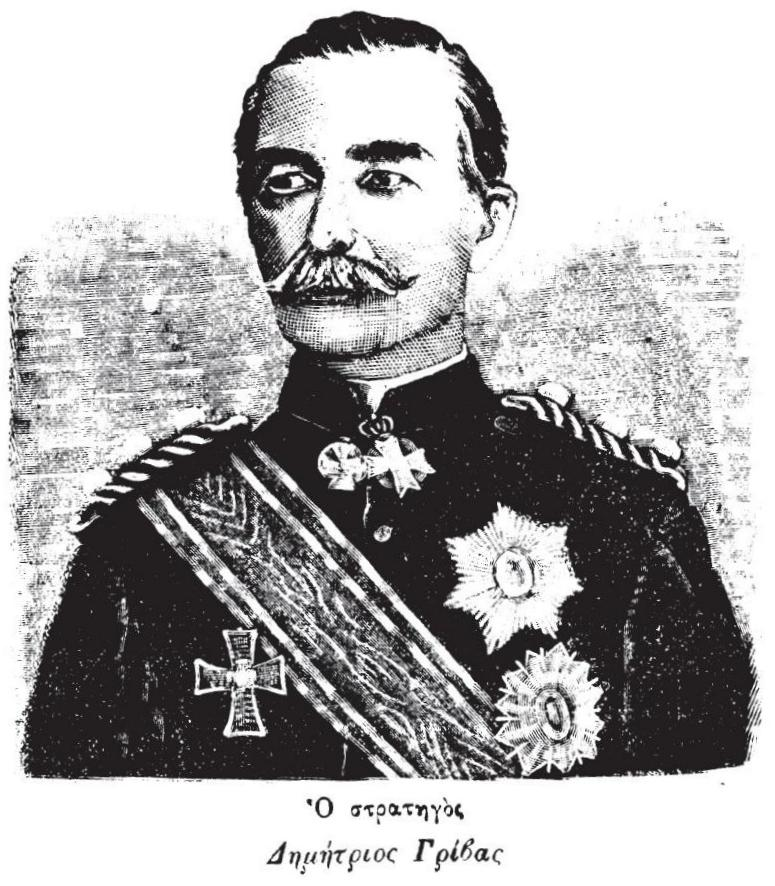
генерал Димитриос Гривас

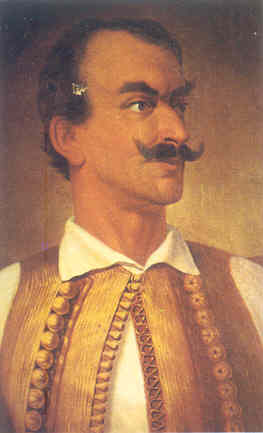
Теодорос Гривас.

В Эпире, несмотря на первоначальные победы и в силу плохой координации, повстанцы не сумели взять османские центры. 9 января, из Янины, вышли 1 тысяча османских новобранцев, на помощь осаждённой Арте. Османы были остановлены отрядом братьев Николаос и Ламброс Зикас. Такая же участь постигла албанцев Абас Лалы, остановленных военачальниками Стратос и Рангос. Силы Хайредин-бея, попытавшихся подойти к Арте, были обложены повстанцами и заперлись в башни Луроса. Осаждённые турки в Арте, попытались прорваться 16 февраля, но были отброшены назад, в город. Теодорос Гривас, вместе со своим сыном Димитрисом, дошли до предместий города Янина и окопались.
Османы успели доставить в Превезу морем, на 3-х пароходах, сопровождаемых турецким и британским фрегатами 3 тысячи солдат и 4 артиллерийские батареи. В изменившейся ситуации, турецкий командующий Фуад-паша решил атаковать Гриваса одновременно из Янины и Арты. Выступившие из Янины 1 тысяча турецких пехотинцев и 250 всадников неожиданно, ночью, атаковали Гриваса с его 300 повстанцами. Гривас отбился и повернул турок вспять, в Янину. Но для большей безопасности отошёл сначала к Кастанохория, а затем занял городок Мецово, в горах Пинда.
23 марта Авди-паша выступил против Мецово, во главе 2500 солдат. 150 повстанцев из авангарда Гриваса остановили их, но ненадолго. Бой переместился в городок и продолжился ещё 2 дня. Оставшись без боеприпасов, повстанцы совершили прорыв и через Фессалию вернулись на территорию Греческого королевства. В этом трёхдневном бою погибло около 100 повстанцев и 500 осман.
Все османские силы направились на юг Эпира. Вместе с турками были также французские и британские офицеры и артиллеристы. Здесь командование повстанцами принял старый ветеран Освободительной войны Кицос Тзавелас. Но уже склонный к выпивке, старый герой не вызывал уважения и энтузиазма у своих бойцов. Выстояв только один день, повстанцы потерпели поражение 13 апреля у Пета. Последний бой, 12 мая у Скулики, также закончился поражением. Упустив возможность поставить европейские державы перед свершившимися фактами и, главное, потеряв поддержку из Греции, отряды рассеялись и вернулись на греческую территорию.

## Фессалия

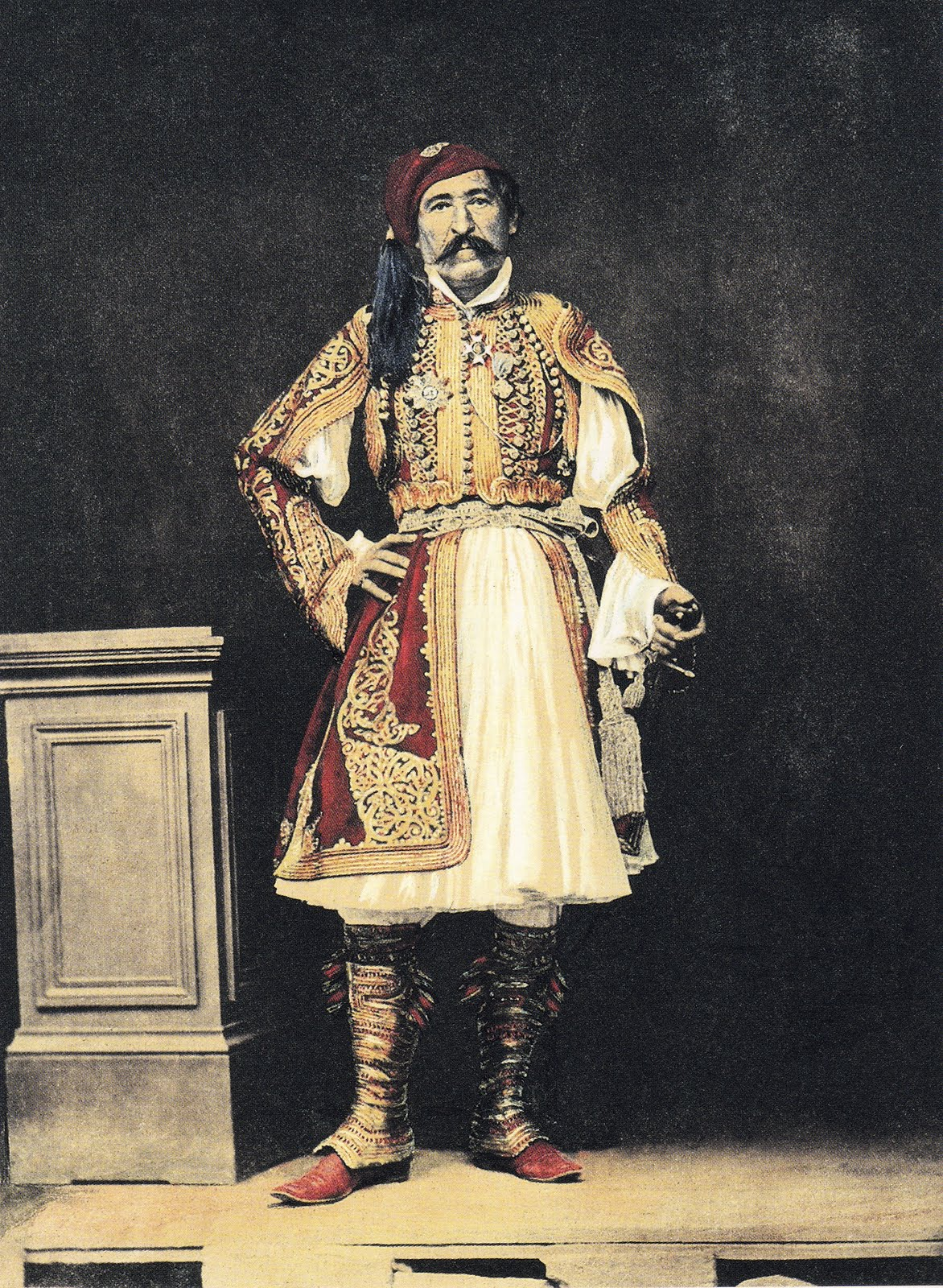
Христодулос Хадзипетрос.

Согласно греческому министру Пиликосу, своеобразный первый отряд вошедший в Фессалию «обесчестил восстание»:
29 января старшина Леотсакос, Николаос и жандармы охраны тюрьмы города Халкис, без никакого приказа освободили 300 уголовников, при условии что они выкупят в бою свою свободу. Свой отряд Леотсакос назвал «Первый священный корпус свободы». Войдя в Фессалию, «корпус» Леотсакоса в первом же сражении на равнине Кардицы разбил османский отряд в 500 солдат.
1 марта через границу прошёл уже 60-летний ветеран Освободительной войны 1821—1829 годов генерал-майор Христодулос Хадзипетрос. В первом сражении у Лутра, где опять отличился Леотсакос, Хадзипетрос одержал победу. Возглавив отряд в 700 бойцов, Хадзипетрос занял позицию у города Каламбака. Против него двинулся Селим-паша из города Трикала, во главе 3 тысяч солдат. Не сумев взять позиции повстанцев приступом, Селим решил приступить к осаде. Между тем к Хадзипетросу продолжали поступать добровольцы, что позволило Хадзипетросу окружить осаждающих его турок. Попытка осман (египтян) из города Волос помочь Селиму была отбита. Селим постарался разрешить создавшееся положение атакой 9 мая, в результате которой османы потеряли 500 солдат убитыми и 1 тысячу раненными. Ночью турки попытались незаметно выскользнуть, но были обнаружены. Потеряв около 1 тысячи в бою и при переправе через реку Пеней, Селим вернулся в Трикала только с 1500 солдат из первоначальных 3 тысяч. В своём приказе Хадзипетрос говорит о «победе над 6 тыс. осман, о захваченных 5 орудиях, 90 шатров, 600 ружей, 3-х знамёнах» и т. д..
Между тем, из Афин начали поступать приказы о свёртывании восстания и отзыве офицеров. Хадзипетрос отказывался исполнять приказы, отвечая что под его командованием 6 тысяч повстанцев, сознательно завышая цифры, и что он принял решение умереть за Отечество.

## Западная Македония

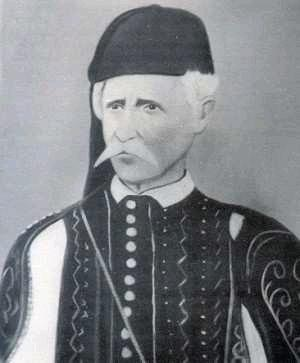
Теодорос Зиакас

В Македонии, со значительным турецким населением и большими османскими силами, восстание было изначально ограничено треугольником Гревена — Халкидики — Олимп. 56-летний ветеран Освободительной войны 1821—1829 годов Теодорос Зиакас вернулся на родину во главе отряда в 700 бойцов, пройдя с боями через горы Аграфа. Расположился в своей родной западно-македонской области Гревена, прервав здесь сообщение между Эпиром и Македонией.
Одержав ряд побед, 28 мая — 1 июня Зиакас, во главе 300 бойцов дал у села Диминица, недалеко от Гревена, свой ставший легендой бой. С той только разницей, что согласно греческим песням Македонии, он обратил вспять 12 тысяч турок и албанцев, но согласно греческим историкам, число турок и албанцев было в несколько раз меньше.
Взятие османами 27 марта/8 апреля городка Мецово осложнило положение повстанцев. Решающий бой был дан 16/28 мая у села Спилео, Гревена. На западных подступах военачальник Карамициос отбил атаку турок. Зиакас оказывал упорное сопротивление. Только после вмешательства и при посредничестве консулов Британии и Франции, Зиакас оставил Гревена и вернулся в Греческое королевство.

## ПолуостровХалкидики

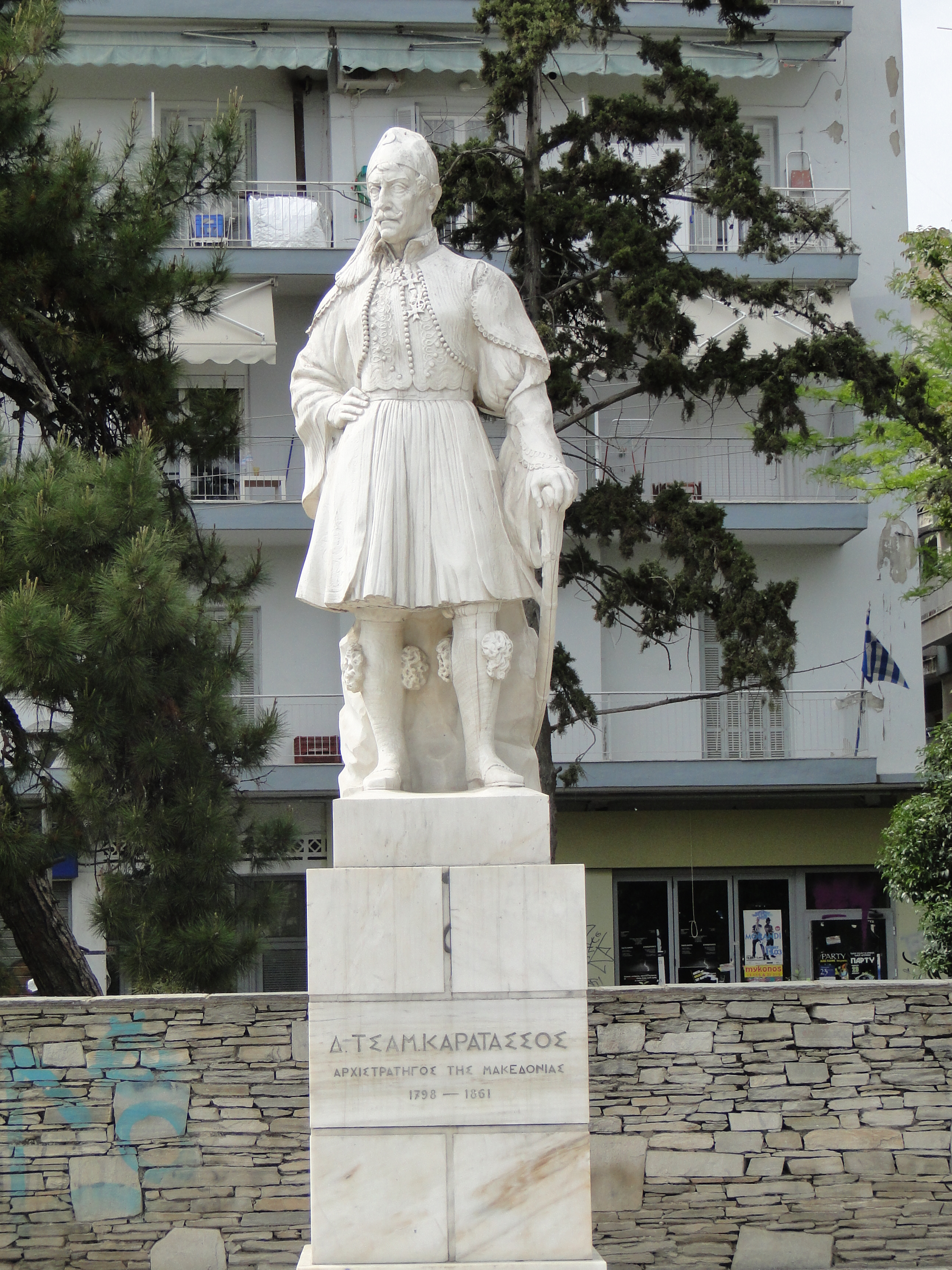
Памятник Каратассосу в столице Македонии городе Фессалоники

На полуострове Халкидики и на Святой горе (Афон) османы приняли превентивные меры: были посланы морские силы и Якуб-паша был назначен правителем Афона.
Тсамис Каратассос во главе 500 бойцов высадился на полуострове в конце марта и освободил сёла полуострова Ситония. Турки немедленно мобилизовали силы из македонской столицы, города Фессалоники. С моря были обстреляны плавсредства повстанцев. Участие в обстреле французского боевого корабля «Le Heron» убавило энтузиазм местного населения.
13/25 апреля Каратассос вошёл в город Полигирос, после чего отразил турецкую атаку при Кавролаккас, но не сумел далее взять Ормилия. Повстанцы отошли к Афону и приняли бой с иррегулярными турками 17/29 апреля. Тремя днями позже и к ужасу европейских консулов, стремящихся утихомирить регион, делегация знати Полигироса, 27 человек, была вырезана при встрече османских войск. Последовало разрушение города и 4-х сёл полуострова.
Обеспокоенные событиями и с появлением османского парохода «Персуд», монахи Афона обратились к османскому генералу Хаджи Тахиру, чтобы тот защитил их от революционеров. Турки разместили свой гарнизон в административном центре Афона, Карие.
Бой 16/28 мая был последним на полуострове. Повстанцы Каратассоса выстояли. Но после образования в Афинах «Оккупационного министерства», отзыва офицеров и предоставлении амнистии со стороны османских властей, восстание было свёрнуто. 1 июня, при посредничестве консулов, повстанцы были приняты на борт французского военного корабля, покинули Афон и были доставлены, при оружии, в греческий Халкис.

## Олимп—Пиерия

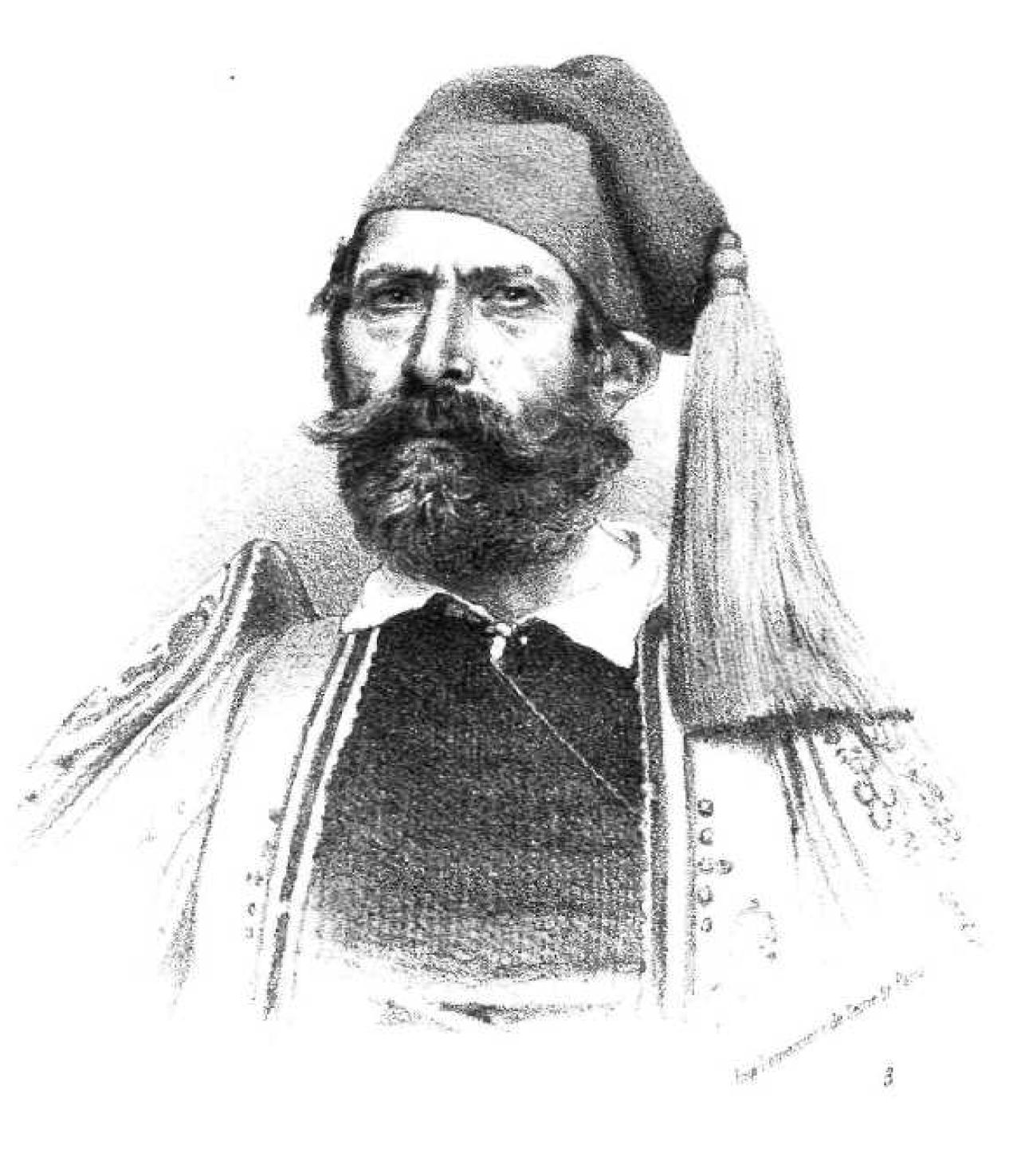
Зисис Сотириу

Восстание Олимпа возглавили военачальники Захилас, Псародимос, Диамантис и Зисис Сотириу, ветеран Освободительной войны 1821—1829 годов и, впоследствии, один из командиров греческих добровольцев, воевавших в Италии против австрийцев на стороне Гарибальди. Повстанцы овладели западной частью Олимпа, а затем, одержав ряд побед, подошли к предместьям города Катерини. Однако уход Каратассоса из Халкидики и давление, оказанное на них европейскими консулами, вынудили их свернуть активные военные действия. Но здесь, ядра повстанческих отрядов остались в резерве до восстания 1878 года (Пиерийское восстание).